# 五氟丙烷
五氟丙烷，化学式C
3H
3F
5，摩尔质量：134.05 g/mol，共6种，不考虑立体异构为5种，可以指：
- 1,1,1,2,2-五氟丙烷，CAS号：1814-88-6
- 1,1,1,2,3-五氟丙烷（存在RS异构），CAS号：431-31-2
- 1,1,1,3,3-五氟丙烷（R-245fa），CAS号：460-73-1
- 1,1,2,2,3-五氟丙烷，CAS号：679-86-7
- 1,1,2,3,3-五氟丙烷，CAS号：24270-66-4